# Noccaea violascens
Noccaea violascens là một loài thực vật có hoa trong họ Cải. Loài này được (Schott & Kotschy) F.K. Mey. mô tả khoa học đầu tiên năm 1973.